# 세사르 레오나르도 토레스
세사르 레오나르도 토레스(스페인어: César Leonardo Torres는 레오나르도 토레스로 알려진 아르헨티나의 축구 선수로 포지션은 미드필더이다. 현재는 은퇴했으며 K리그의 전북 현대 모터스에서 뛴 적이 있다. 이때 등록명은 레오였으며 K리그에서 한 시즌 동안 뛴 것을 제외하면 축구생활을 모두 아르헨티나에서 보냈다.